# Jean-Claude Esparon
Pour les articles homonymes, voir Esparon.
Jean-Claude Esparon, né le 15 septembre 1823 à Saint-Laurent-de-Chamousset et mort le 26 novembre 1886 à Paris,, est un médailleur français.

## Biographie
Jean-Claude Esparon est né à Saint-Laurent-de-Chamousset près de Lyon (Rhône) le 15 septembre 1823. Il est le fils de Jean François Esparon, chapelier, et de Benoîte Ressicaud. La famille Esparon est une riche famille marchande établie depuis plusieurs siècles à Saint-Laurent-de-Chamousset. Il eut deux enfants d'un premier mariage: Julie Marie Esparon et Louis Georges Edouard Esparon, graveur de pierre fine.
Il meurt à Paris le 26 novembre 1886 à son domicile, no 3 rue du Bouloi dans le 1er arrondissement de Paris. Il est inhumé à Paris au cimetière du Montparnasse (27e division). Sa tombe est ornée d'un médaillon en bronze par François-Louis Carpezat(1869) de 32 cm de diamètre encastré dans la face antérieure d'une stèle. La terre cuite qui a servi à l'exécution de ce médaillon, propriété de la veuve Esparon, a été retouchée par Jean-Baptiste Carpeaux (1827-1875), ami de Jean-Claude Esparon et de François-Louis Carpezat.

## Œuvres
- Compagnie de remorquage, Sénégal. (ancêtre de Les Abeilles fondée en 1864), médaille en argent[5],[6].

Jean-Claude Esparon est l'auteur de nombreuses médailles à l'effigie de Lille, dont :
- Ville de Lille. Association française pour l'avancement des sciences. Session de 1874 à Lille. Offert par le comité local, médaille en cuivre ;
- Ville de Lille. Commission d'assainissement. Logements insalubres, médaille en argent[7].

## Galerie

Médailles par Jean-Claude Esparon
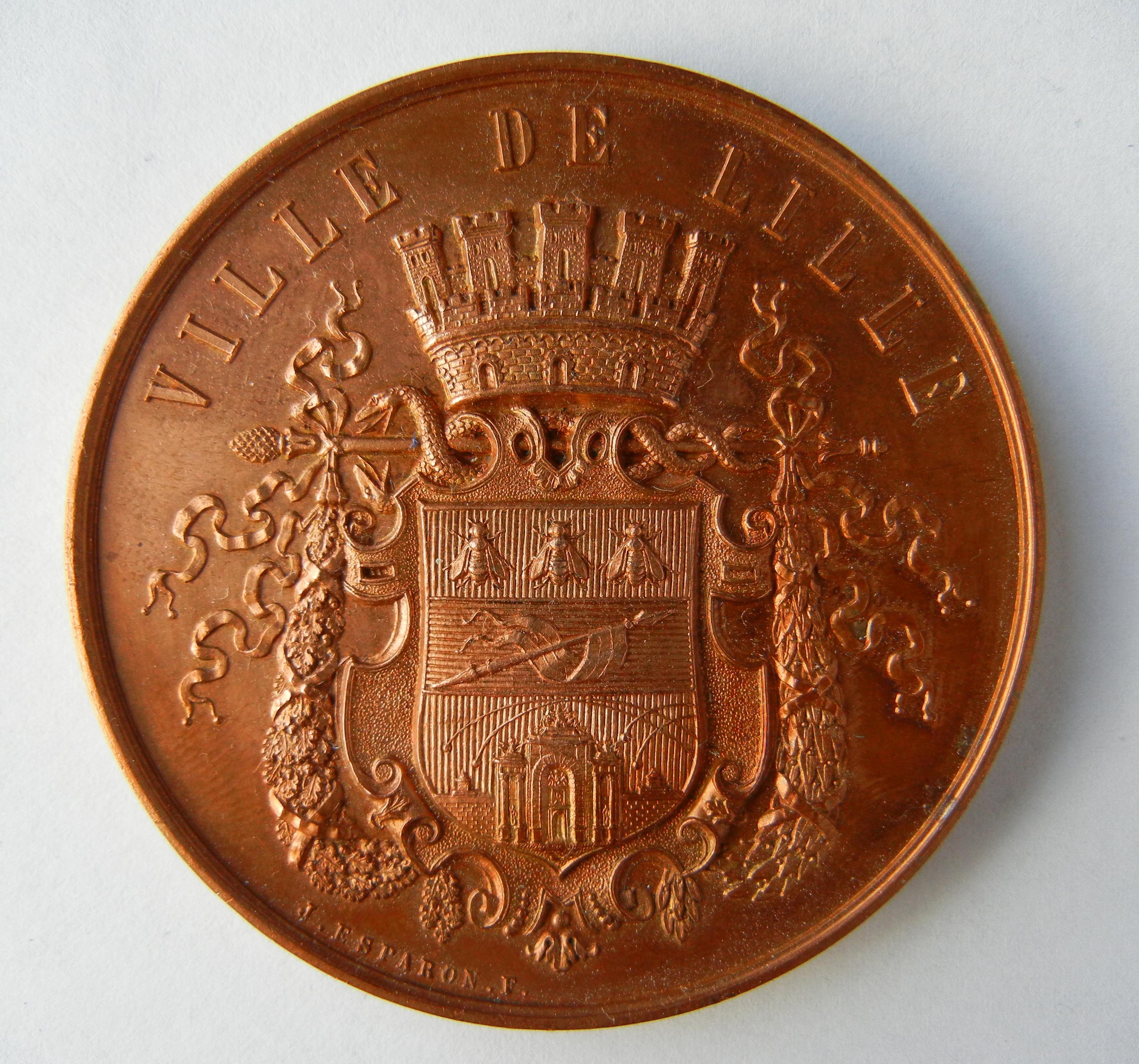
Ville de Lille, Association française pour l'avancement des sciences, avers.
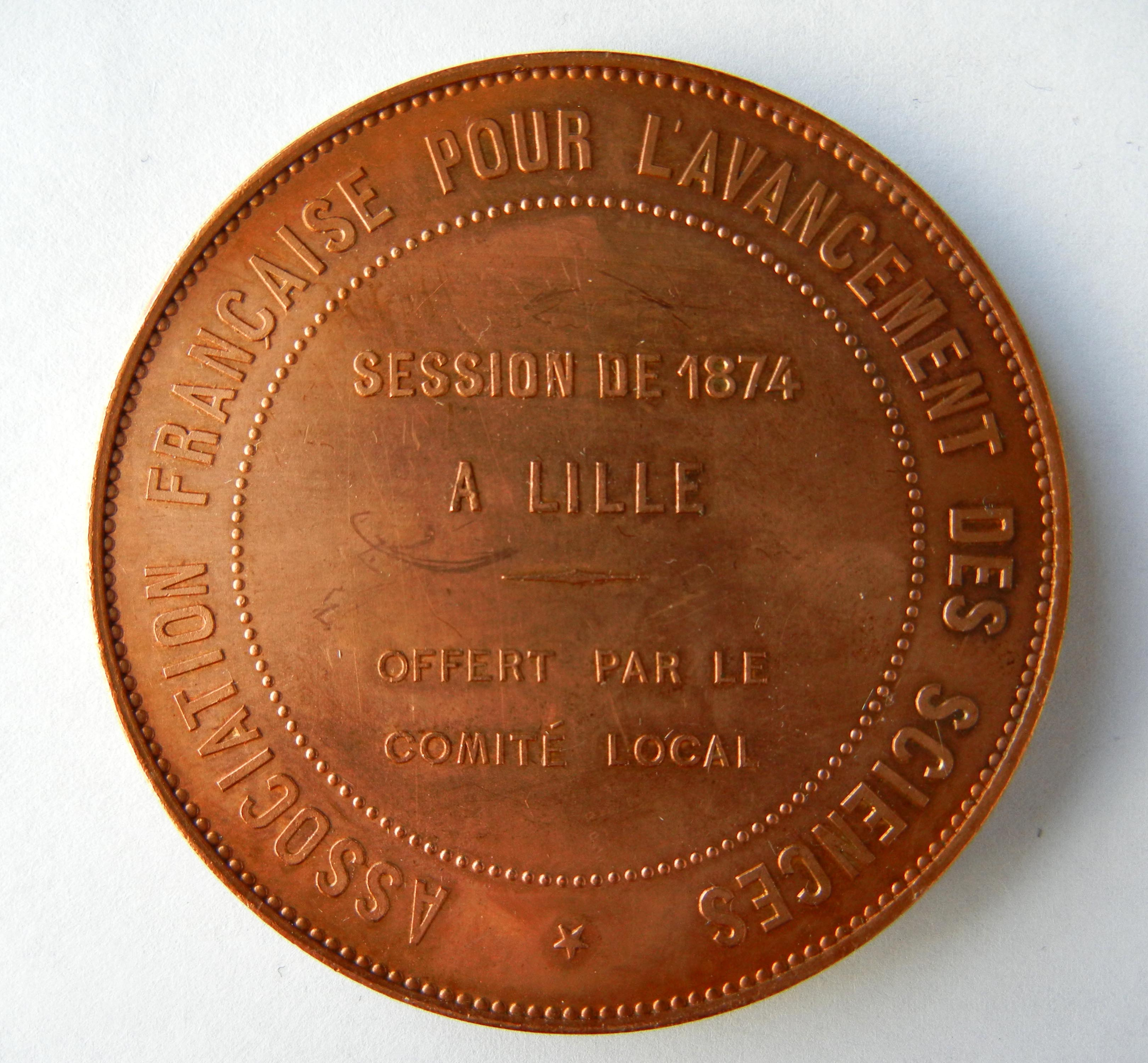
Ville de Lille, Association française pour l'avancement des sciences, revers.